# Decarquia
Decarquia o decadarquia (en grec antic δεκαρχία o δεκαδαρχία) era el consell o govern dels deu.
A Tessàlia va ser imposada aquesta forma de govern per Filip II de Macedònia quan va conquerir el país l'any 353 aC i va derrocar els seus tirans. Al final de la guerra del Peloponès, Lisandre la va introduir a moltes ciutats gregues, on els deu de la decarquia estaven dirigits per un harmost espartà.
La decarquia estava sempre formada pels membres dirigents del partit aristocràtic. De la seva organització en parlen Xenofont i Plutarc.